# Frederick H. Gillett

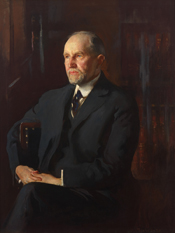
Frederick H. Gillett.

Frederick Huntington Gillett, född 16 oktober 1851 i Westfield, Massachusetts, död 31 juli 1935 i Springfield, Massachusetts, var en amerikansk republikansk politiker. Han var talman i USA:s representanthus 1919-1925.
Gillett studerade vid Amherst College och Harvard Law School. Han inledde sin karriär som advokat i Springfield 1877. Före karriären i USA:s representanthus var han ledamot av delstatens lagstiftande församling Massachusetts House of Representantives i två mandatperioder. Han var ledamot av USA:s representanthus 1893-1925, varav de sex sista åren talman och därefter var han ledamot av USA:s senat från Massachusetts 1925-1931.